# Runaway: A Road Adventure
Runaway: A Road Adventure es una aventura gráfica tipo "señalar y clicar" su desarrollador es el estudio español Pendulo Studios. Fue originalmente el último videojuego distribuido por Dinamic Multimedia antes de su desaparición. Después, y hasta hoy en día, se encargaría de la distribución FX Interactive. Runaway: A Road Adventure cuenta con dos secuelas directas, Runaway 2: El Sueño de la Tortuga y Runaway 3: A Twist of Fate.
Su historia nos pone en la piel de Brian Basco, un estudiante universitario de Física, que evita sin querer el asesinato por parte de la mafia de la testigo de una de sus torturas y ejecuciones. Gina, la chica que acaba de salvar, le cuenta a Brian la historia de un extraño crucifijo relacionado con el asesinato, lo que llevará a ambos en una trepidante aventura a lo largo de los Estados Unidos para tratar de resolver el misterio y escapar de la mafia.
Tras su éxito con Hollywood Monsters en 1997, en 1998 Pendulo comenzó a desarrollar una aventura más lineal y con un guion más adulto, que mezcla magistralmente humor con drama. Inicialmente Runaway iba a contar con escenarios y personajes totalmente dibujados a mano, pero debido a problemas técnicos se decidió pasar a utilizar personajes modelados en 3D y renderizados con la técnica de sombreado plano.
Runaway fue el primer éxito internacional de Pendulo Studios, lo que ayudó económicamente a la empresa que por aquel entonces no atravesaba buenos momentos.

## Desarrollo
El desarrollo de este videojuego está realizado por Péndulo Estudios, empresa de animación española. El videojuego está desarrollado usando escenarios en 2D, muy cuidados, y personajes en 3D usando la tecnología Cel-Shading. El juego fue originalmente distribuido por Dinamic Multimedia, pero tras su desaparición se hizo cargo de su distribución FX Interactive.
Runaway está formado por:
- Más de 100 escenarios creados por ilustradores de dibujos animados profesionales.
- 23 personajes modelados en 3D con las más avanzadas técnicas de animación. Incluyendo suavizado de bordes, efectos de luces y sombras en tiempo real, cambios de cámara, panorámicas. Y representados con la técnica de Cel-Shading, para darle aspecto de dibujo animado.
- 30 minutos de secuencias cinemáticas que refuerzan la intensa trama argumental.
- Más de 100 objetos con asombroso nivel de detalle, 18 de los cuales se pueden manejar simultáneamente desde el inventario.
- Más de 5.000 frases de diálogo interactivo dobladas por actores profesionales, entre los que destaca, en el papel de Gina, la voz de doblaje española de Angelina Jolie.
- Gráficos con la mayor resolución de pantalla jamás utilizada en una aventura gráfica hasta la época (1024x768 con color a 16 y 24 bits).
- BSO (Banda sonora original) compuesta por 24 temas en estéreo y grabada en formato .MIP (sistema musical inteligente de Péndulo Studios), que acompaña en todo momento las acciones del jugador y refuerza la tensión dramática de cada escena.
- Presentado en estuche de lujo, con 3 CD-ROM y manual impreso a todo color. O también disponible en un estuche con un solo DVD. También se puede conseguir conjuntamente con Runaway 2, en una edición para coleccionistas. Y desde el lanzamiento de Runaway 3 se puede comprar el pack Runaway Trilogy.

## Historia

### Introducción
El recién licenciado en Física Brian Basco ve su vida cambiar por completo cuando atropella accidentalmente a la joven Gina Timmins. Una vez en el hospital, Gina le cuenta que presenció el asesinato de su padre y que sus asesinos ahora la buscan a ella para conseguir un crucifijo que su padre le entregó antes de morir. Brian decide ayudarla a descubrir qué significado tiene el crucifijo y por qué motivo murió el padre de Gina, empezando una aventura en la que verá peligrar su vida...

## Personajes

### Brian
El protagonista de la historia es un recién licenciado en Física al que le gusta la tranquilidad y todo estudio referente a su estudiada carrera. Poco a poco se irá descubriendo su valentía a lo largo de la aventura, además de sus dotes de ingenio para resolver todos los obstáculos que se presentan durante la búsqueda.

### Gina
La coprotagonista de la historia conoce a Brian después de que éste la atropelle accidentalmente. Aunque dice que los asesinos de su padre la persiguen por poseer un misterioso crucifijo, parece que la joven oculta algo más puesto que dicen que puede que trabaje en sala de fiestas

### Los hermanos Sandretti: Carlo y Roberto
Los dos mafiosos que quieren recuperar su dinero a toda costa y que, para ello, no dudarán en quitar la vida de quien se interponga en su camino enviando a sus secuaces.

### Gustav y Feodor
Son los dos matones contratados por los hermanos Carlo y Roberto, encargados de eliminar a Gina y todo aquel que se interponga en su camino.

### Clive
El amigo antropólogo de Brian, que trabaja en el Museo de Arqueología e Historia Natural de Chicago. Ayudará a los protagonistas en lo que al origen del crucifijo se refiere. Muere cuando le disparan en la cabeza.

### Doctora Susan Olivaw
La doctora Susan Olivaw es una experta en restauración de piezas antiguas en el museo y será una pieza clave para desentrañar el misterio del crucifijo.

### Willie
Este encargado del mantenimiento del Museo, que utiliza un lenguaje muy soez y roba material para venderlo en el mercado negro gracias al conocimiento de la clave de acceso al almacén del Museo. Su destino se cruzará con el de los matones Gustav y Feodor, falleciendo.

### Carla, Lula y Mariola
Estas tres cantantes travestis ayudarán a Brian a encontrar a la desaparecida Gina. 

### Sushi
La dueña del casi pueblo fantasma Douglasville. Experta en informática, será una pieza clave para Brian, con el que forjará una bonita amistad.

### Saturno y Rutger
Son los otros dos habitantes de Douglasville. Saturno es un artista y Rutger una especie de músico rastafari, quien prepara brebajes con sus conocimientos de herboristería.

### Joshua
Joshua es un curioso y lunático personaje que Brian se encontrará en el cráter intentando realizar conexiones telepáticas con seres extraterrestres del planeta "Trantor".

### Johnny
Este amigo de Gina fue a quién realmente mataron los matones, en vez de al padre de la coprotagonista. Él escondió los 20 millones de los hermanos Sandretti y es el único que conocía su paradero. Al ser amigo de Gina, los matones creen que ella también conoce el paradero del dinero.

### Mamá Dorita
Esta mujer será la médium que utilizará Brian para contactar con el espíritu de Johnny y conseguir averiguar donde escondió el dinero de los hermanos mafiosos y por el cual la vida de Gina y la suya propia están en peligro.

### Óscar
Este hombre fuerte y grande, con poca inteligencia. Cuida a Mamá Dorita, pues fue ella quién, tras su paso por la cárcel, le cambió la vida al descubrirle la bondad que había en él. Se hará buen amigo de Brian.

## Localizaciones
- Hospital en Nueva York: Se localiza en la habitación de Gina en el hospital. Es una habitación con dos camas y con un cuarto de baño. Brian también se desplaza a través de la cornisa hasta un almacén que hay en la habitación contigua.
- Museo de Antropología y Ciencias de la Naturaleza de Chicago: Se encuentra en Chicago. Se divide en varias zonas como el despacho de Clive o la exposición de arte maya. El encargado del mantenimiento de este se llama Willie.
- Desierto de Arizona: Hasta aquí llevan los matones al protagonista, conoce a las Drag Queens y vuela un pozo petrolífero.